# Свети Георги (Кучос)
Вижте пояснителната страница за други значения на Свети Георги.
„Свети Георги“ (на гръцки: Αγίου Γεωργίου) е възрожденска православна църква в нигритското село Кучос (Евкарпия), Гърция, част от Сярската и Нигритска епархия.
Църквата е изградена в центъра на селото в 1826 година.